# Roppaneura beckeri
Roppaneura beckeri – gatunek ważki z rodziny łątkowatych (Coenagrionidae); jedyny przedstawiciel rodzaju Roppaneura. Do 2013 roku był zaliczany do rodziny Protoneuridae. Endemit lasu atlantyckiego w południowo-wschodniej Brazylii.